# Zjednoczenie Emigracji Polskiej (1837–1846)
Zjednoczenie Emigracji Polskiej – organizacja polityczna założona w połowie 1837, kierowana przez Joachima Lelewela, centrowa pomiędzy Towarzystwem Demokratycznym Polskim a Hotelem Lambert. Weszła do niej m.in. część członków Młodej Polski. Później zasiliło ją kilku byłych działaczy Ludu Polskiego. Zjednoczenie Emigracji Polskiej zgłosiło akces do manifestu krakowskiego 1846, a większość członków m.in. Joachim Lelewel, Stanisław Worcell, Tadeusz Krępowiecki wstąpiła do TDP. Mniejszość członków ZEP opowiedziała się za Hotelem Lambert.